# Darvas Kristóf
Darvas Kristóf (Budapest, 1981. január 13. –) magyar zenész, zeneszerző.

## Jelenlegi munkái

### Színházi zenészként
- Heltai Jenő: Naftalin, Radnóti Színház (zene: Darvas Ferenc, rendező: Szabó Máté)
- Tiger Lilies-Parti Nagy Lajos: Jógyerekek képeskönyve, Örkény Színház (rendező: Ascher Tamás)
- Molnár Ferenc: Liliom, Schauspielehaus, Graz (zene: Klaus von Haydenaber, rendező: Bodó Viktor)
- Fiúk-lányok, Baltazár Színház (zene: több szerzőtől, rendező: Elek Dóra)
- Repülési engedély angyaloknak, Baltazár Színház (zene: Darvas Ferenc, rendező: Elek Dóra)

### Gyerekprogramokban
Rendszeresen fellép Kamilla-Karamella bohóccal, egyfelől Mosonyi Alíz: Illemtan c. előadásában, másfelől többféle színpadi bohócműsorban, amelyben a Piros Orr Bohócdoktorok Alapítvány bohócai vesznek részt.

### Együttesben
Hébe-hóba banda

### Szólóban és duettben
Saját műsort csinál "Beat és underground bárzongorára" címmel, emellett rendszeren közreműködő irodalmi esteken. Zongorán kíséri olykor Roszik Hellát, Bárdos-Deák Ágnest, Záhonyi Enikőt, Szalontai Tündét, harmonikával pedig lépett már föl Takács Eszterrel, Tóth Evelinnel és Ujj Zsuzsit is többnyire ő kíséri.

### Lemezszereplései (megjelenési sorrendben)
- Specko Jedno: A szerelem kísérő tünetei (zongora, harmonika, hangszerelő)
- Chackra Hacker: Bloody Hit Parade (billentyű, harmonika)
- Vacka dalok (zongora, harmonika, gitár, zeneszerző, hangszerelő)
- Specko Jedno: Édesmindegy szerenádok (billentyű, harmonika, hangszerelő)
- Takács Eszter és a Gumizsuzsi: Ha egy nő szeret (harmonika)
- Peca (előkészítés alatt) (harmonika)
- Vasárnapi gyerekek (előkészítés alatt) (vokál)

## Rövid életútja
Édesapja, Darvas Ferenc nyomdokaiba lépve a színház meghatározó pályafutása első évtizedében. A Krétakör Színház külső munkatársaként zeneszerző, korrepetitor és zenei közreműködő.
Sokoldalúságát bizonyítja, hogy a színház mellett különböző formációkban, alternatív együttesek sokoldalú zenésze. (Tikva-Jofi, Nemes Brúderz, Handa-banda, Matek szakkör, Specialgizda, Kóser szilva, Krétakör Színész TáncZenekar)
2009 végéig tagja volt Rutkai Bori együttesének, a Specko Jednónak. Ugyanez a társaság, Hébe-hóba Banda néven a népszerű Vacka Rádió – gyermek-mesejáték sorozat – közreműködője. Gyermekekhez való kötődését jelzi a Kamilla-Karamella bohóccal valamint a Baltazár Színházzal kialakított kapcsolata.
Édesanyja Veress Anna dramaturg.
Nagyapja Darvas Szilárd költő, humorista, az ötvenes évek egyik legnépszerűbb művésze volt. Testvére, Darvas Benedek hasonló érdeklődési körrel és pályafutással rendelkezik.
Pataki Éva a Nagyvárosi mesék – Darvas Ferenc zeneszerző, zongorista című dokumentum filmjében – ritka alkalom – a "Darvas-triumvirátus" együtt szerepelt.

## A kezdetek

### Tanulmányai
Kisgyerekkora óta érdekli a zene, de a zeneiskolában nem volt jó tanuló. Öntörvényű, nehezen kezelhető gyerek volt, könnyen tanult zenét hallás után, de a kottából való tanuláshoz kevés türelme volt. Hogy mégis megtanult valamit az év végi vizsgákra és kamaszkorában pedig már egyre nagyobb örömét lelte a klasszikus zongora tanulásában, az Aczélné Sályi Orsolyának, a XII. ker. zeneiskola tüneményes, odaadó és rendkívüli türelemmel megáldott zongoratanárának köszönhető.
A zeneiskolát befejezve kacérkodik a zenei téren való továbbtanulás gondolatával, elsősorban zeneszerzés szakon, de a kortárs zenét annyira távol érzi magától, hogy végül nem jelentkezik a konzervatóriumba, ehelyett műszaki pályával próbálkozik. Érettségi után egy ideig a SZÁMALK szakképző iskolában tanul, majd 2004-07 között az Óbudai egyetem (akkor még Budapest Műszaki Főiskola) informatikai karára jár, azonban a képzéseit nem fejezi be. Azzal szembesül, hogy bár az algoritmusok csodálatos világa ideig-óráig elvarázsolja, nem képes teljes emberként a műszaki tudományoknak adni magát – ahogy erre az egyetem évnyitóján fogadalmat kellett tennie.

### Legelső együttesek
Tizenéves kora óta vonzotta a pódium, mindig is szeretett volna színpadon zenélni.
Első alkalommal ez 1998-ban történt meg, Kozma György kérte föl, hogy előadóestjén néhány zenei betétet rögtönözzön. Az együttesben való zenélésre sem kellett már sokat várnia, Szentkirályi György hívja váratlanul helyettesíteni a közel-keleti zenét játszó Tikva együttesbe. Életében először együttessel lép föl, ráadásul próba nélkül, a zenekar többi tagjait a koncert előtt ismeri meg. Ősztől már állandó tag az időközben Jofi nevet viselő zenekarban.
2001-ben Nemes Jánossal és Nemes Andrással megalakítják a Nemes Brúderz együttest, amely zsidó zenéket dolgoz fel "városi" hangszerelésben. A klezmerben megszokott harmonika és klarinét helyett fuvola, zongora és basszusgitár szól, Nemes János jazz-es fuvolajátéka, az underground rockban régóta mozgó Nemes András basszusgitározása és Darvas Kristóf sanzonvilághoz vonzódó zongorája az egyéniségek és stílusok különös elegyét teremti meg. Később az együtteshez csatlakozik Herboly László dobos és Béres Eszter jazz-énekes, őt később Palya Bea majd Tóth Evelin váltja. A zenekar 2003-ban megszűnt.
Nem sokkal később Nemes András az akkor megszűnő Placidy helyett alakuló Handa-banda zenekarba is hívja (ez a mai Plútó elődjének is tekinthető). Bár az együttműködés viszonylag rövid, mégis fontos állomás, mert egy nap, amikor a zenekar a Cirkogejzir moziban a hang nélkül levetített No, megállj csak! alá zenélt, felfigyelt a zenekarra Rutkai Bori és meghívta a Millenárisban tartott "Pionír piknik" c. performanszára, amiből később egy több mint 7 éven át tartó együttműködés lett.

### Első zeneszerzési munkák
Darvas Kristóf gyerekkora óta próbálkozott zenék kitalálásával, egyet-kettőt elő is adott a Virányosi Általános Iskola év végi "Ki-mit-tud?"-jain. Zenésztársak híján eleinte a számítógépen csinál zenéket, de az elektronikus zene annyira nem érdekelte, inkább a hangszeres zenészek helyettesítőjeként tekint a gépre. Tizenévesen magát szórakoztatja rövid, többnyire csak pár másodperces "szignálok" készítésével, ebből egy, az "Ec-pec-kimehetsz" ironikus, a kommersz diszkózenét parodizáló feldolgozása 10 évvel később lement a Petőfi rádió késő esti műsorában.
Legelső megrendelésre készült zenéje a BVSC Asztalitenisz szakosztályának készült "Ping-pong szignál", míg 2002-ben megcsinálja az első bábszínházi zenét Juhász Ibolya "Holle anyó / Kismalac és a farkasok" c. előadásához.

## Specko Jedno

### Előzmények
2001. november 7.
Az Iparművészeti Főiskola néhány egykori hallgatójából álló ad hoc társulat, élén Rutkai Borival egy rendhagyó november 7-i iskolai ünnepséget rendeznek a Millenáris Fogadóban.
A műsor után következett a Handa-banda koncertje, amelynek tagjaként Darvas Kristóf a koncert előtt a műsorban harmonikán is lekísér néhány orosz gyerekdalt. Rögtön felfigyel Rutkai Bori egyedi előadásmódjára és sajátos világára és már a műsor után javasolta, hogy csináljanak zenekart. Erre azonban még fél évet várnia kellett, amikor is Bori megismerkedett Bujdosó János avantgarde gitáros-zeneszerzővel és hárman létrehozták a Special Gizda zenekart.

### Special Gizda
2002 májusában volt az első koncertje a Specko Jedno elődjének, a Special Gizdának, a Cirko-gejzír moziban, majd egy héttel később az akkor még Ráday utcai Castro Bisztróban. Több koncertet tartottak Budapest egyik legjobb akusztikájú kamara színházában, a Halász Péter és Jeles András vezette, azóta sajnos üresen álló (József)Városi Színházban. Egészen különleges meghitt pillanatok voltak ezek a koncertek. Az ének-gitár-harmonika, később ének-gitár-szintetizátor felállásban nem volt dob és basszus, a két akkord hangszer néhol együttműködő, máskor rivalizáló játéka és Bori éneke puritán hangzást adott, színpadi kontrollra nem volt szükség, a zenekar egymással és a nézőkkel is kapcsolatot tudtak tartani ebben a szürreális sorsú színházban.
A zenekar sajnos nem készített lemezt erről az időszakáról, a korszakot egy 4-sávos kazettás házi felvétel és néhány koncertről készült video- és hangfelvétel őrzi. A zenekar 2003. januárban személyi ellentétek miatt feloszlott, Bori háromnegyed évre teljesen felhagyott az énekléssel.

### Specko Jedno – A hármas felállás
2003 őszén alakult meg a Specko Jedno első változata, az új tag Vozár János cajon-os. A zenekar ekkor volt a legkönnyedebb hangzású, az ének-billentyű-dob felállás harsány, vidám hangulatot adott. Kristóf előszeretettel játszott "osztott keyboard"-on, tehát a szintetizátort úgy állította be, hogy a bal kéz basszus-, a jobb kéz zongora- vagy orgonahangon szól.
A zenekar első időszakában "mozispecialista" volt, fellépett a Művész, a Corvin, a Bem és többször a Cirko-gejzír valamint a Toldi moziban. 2004-ben a zenekar elkészítette egy rádiófelvételét, amit Szerelem kísérő tünetei címmel sugárzott a Petőfi rádió a MixMag sávban (Darvas Kristóf ugyanebben a műsorsávban másfél évvel később egy önálló műsorral jött, "Az elveszett szünetjel" címmel).

### Specko Jedno – A négyes felállás
A zenekar második felállása 2005 őszétől 2006 nyaráig működött. A korábbi tagok mellett a zenekarba visszakerült Bujdosó János. A zenekar februárban lemezfelvételbe kezdett, a munkák később abbamaradtak. 2006-ban a zenekar New Yorkban vendégszerepelt, a Magyar Intézetbe Orsós László Jakab hívta meg őket valamint játszottak további 3 helyszínen: A CB's Galleryben (a híres CBGB fölött), a brooklyn-i Galapagos valamint a keleties hangulatú Kush Lounge-ban, sőt majdnem egy fekete kiskocsmába is eljutottak.

### Specko Jedno – Az ötös felállás
2006-ban alakult a Specko Jedno legismertebb "ötös" felállása, Vozár János helyett új ritmusszekcióval, Dudás Zsombor dobossal és Szerető Dániel basszusgitárossal.
A zenekar ezzel "hivatalosan" rockzenekarrá változott, emelkedett a hangerő a koncerteken.

### Egyéb felállások
Darvas Kristóf és Rutkai Bori néhány Specko Jednón kivüli formációval is szerepelt. Többször léptek föl duettben, illetve néhány koncerten Darvas Benedekkel hármasban, ez a formáció „Kohn-klón-clown-klán” néven futott. 2006-ban ők hárman csinálnak zenét Papp Gábor Zsigmond „Az öcsém cipői” c. filmjéhez, a zenéket Darvas Benedek találta ki, Bori néhány erre az alkalomra írt dalszövegét énekli benne.
Rendszeresen együttműködése Ujj Zsuzsi alternatív énekessel is.

## Munkáiból

### Színház
- Juhász Ibolya bábjátékai
  - Holle anyó / A 3 kismalac
  - A só / Piroska és a farkas
- Paravarieté
- Mosonyi Aliz-Várady Szabolcs: Illemtan gyerekeknek
- Molnár Ferenc: Liliom (Farkas Rózsával zenei közreműködők)[1]

### Film
- A Nibelung-lakópark (Társszerző)

## Kép és hang
- Nagyapától unokáig. Népszabadság online